# Алтаєво
Алта́єво (рос. Алтаево, башк. Алтайыу) — присілок у складі Бураєвського району Башкортостану, Росія. Входить до складу Кузбаєвської сільської ради.
Населення — 261 особа (2010; 375 у 2002).
Національний склад:
- удмурти — 94 %